# Буйратау (национальный парк)
Государственный национальный природный парк «Буйратау» (каз. «Бұйратау» мемлекеттік ұлттық табиғи паркі) — национальный парк Казахстана. Национальный парк создан 11 марта 2011 года; в его состав вошли природный парк «Буйратау» (ООПТ местного значения), Белодымовский и Ерейментауский государственные зоологические заказники и территория, зарезервированная ранее под Ерейментауский государственный заповедник. Расположен в Ерейментауском районе Акмолинской (северная часть — 60 814 га) и Осакаровском районе Карагандинской области (южная часть — 28 154 га).
Парк создан с целью сохранения уникальных степных экосистем подзонального типа сухих степей, а также реликтовых черноольховых лесов и берёзовых колков, находящихся на южной границе ареала.

## Флора

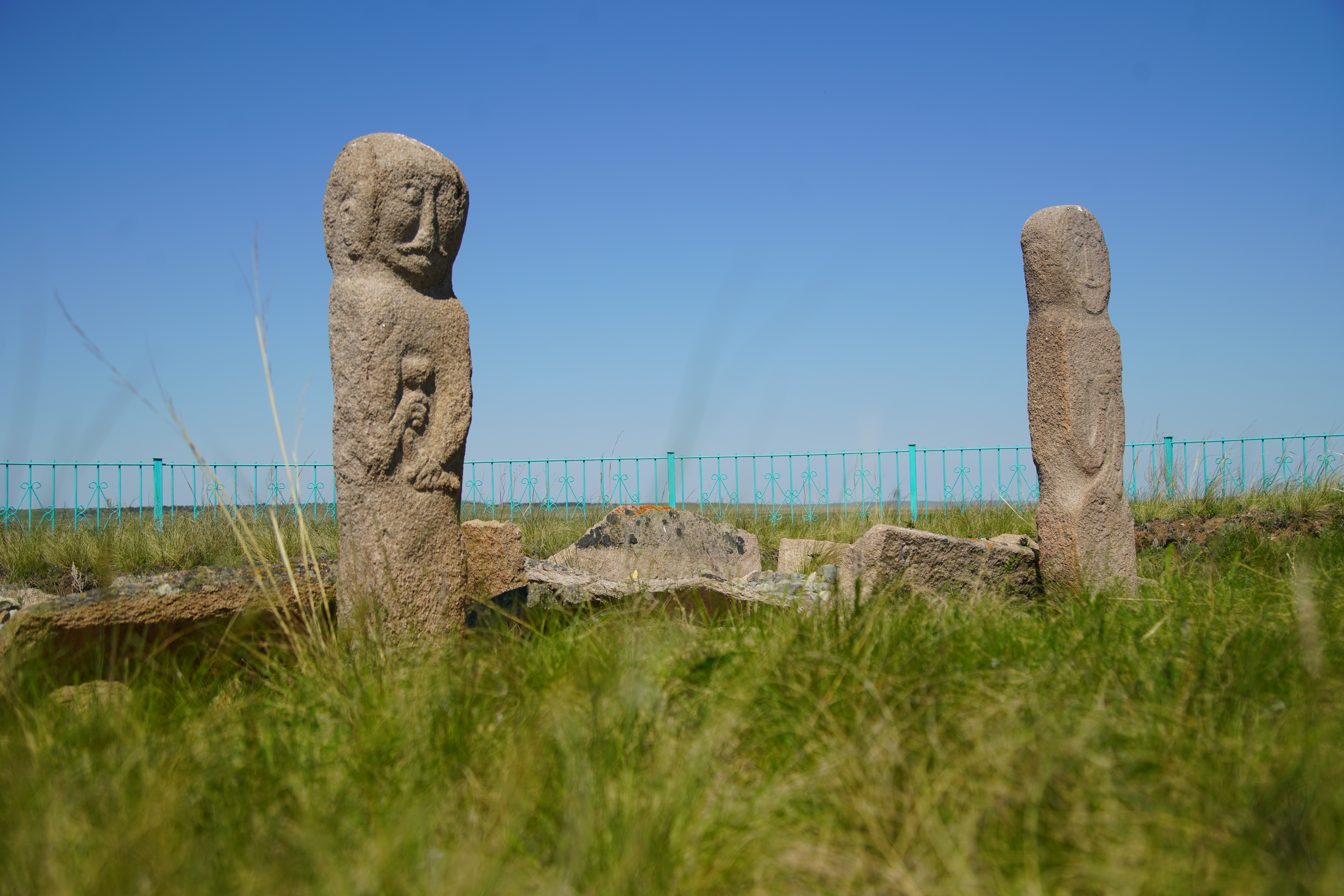
Кос-Батыр

Более 450 высокостебельных растений составляют флористический запас национального парка. Здесь сохраняется одна пятая часть важной ботанико-географической флоры возвышенностей Центрального Казахстана. Среди растений встречается ольха, папоротник, костенец, желтоцвет весенний, мускат, тюльпан Геснера и более 30 других редких видов с ограниченным ареалом распространения.

## Фауна
В фауну парка входят 45 видов млекопитающих, относящихся к 15 семействам и отдельные 5 групп, что входит соответственно в 39 % и 71 % числа казахстанских таксонов. У горных местностей парка обитает отделившаяся от других популяций и достигающая 200 особей группа Ерейментауских архаров. Вместе с этим проводится работа по акклиматизации популяции маралов, достигающей 100 особей.
В состав орнитофауны парка входят 227 видов птиц (46 % от всей орнитофауны), из них 117 видов птиц гнездятся. В орнитологический комплекс входят степные, кустарниковые, лесные, луговые и водно-болотные земли. На территории национального парка встречаются 13 видов гнездящихся птиц из Красной книги, среди которых королевская колпица, лебедь-кликун, савка, турпан, степной орёл, журавль, дрофа, стрепет, рябчик, сова и другие. Вместе с этим встречаются ещё 1434 вида из 8 отрядов насекомых.